# 白边瓦韦
白边瓦韦（学名：Lepisorus morrisonensis）为水龙骨科瓦韦属下的一个种。

## 扩展阅读
維基物種上的相關：白边瓦韦